# Java Development Kit
Java Development Kit (JDK) – darmowe oprogramowanie firmy Sun Microsystems (będący własnością Oracle Corporation) udostępniające środowisko niezbędne do programowania w języku Java. Produkt dostępny jest dla wielu systemów operacyjnych – najpopularniejsze wersje są dla systemów Solaris, Linux i Microsoft Windows.

## Zawartość
- javac – kompilator
- jar – archiwizator
- javadoc – generator dokumentacji
- javah – generator plików nagłówkowych
- javap – deasembler
- jdb – debugger